# ريموس دانالاشي
ريموس دانالاشي (بالرومانية: Remus Dănălache)‏ هو لاعب كرة قدم روماني في مركز حراسة المرمى، ولد في 14 يناير 1984 في براشوف في رومانيا. لعب مع نادي تارغو موريش.

## وصلات خارجية
- ريموس دانالاشي على موقع قاعدة بيانات كرة القدم.إي يو (الإنجليزية)
- ريموس دانالاشي على موقع Soccerway.com (الإنجليزية)